# احسن اقبال چودری
احسن اقبال چودری (اردو: احسن اقبال چوهدری- زادهٔ ۲۸ مارس ۱۹۵۹) یک سیاستمدار پاکستانی است که در کابینه فعلی شهباز شریف سمت وزیر فدرال برنامه‌ریزی، توسعه و ابتکارات ویژه و هماهنگی بین استانی را بر عهده دارد. وی همچنین دبیرکل مسلم لیگ پاکستان (ن) بوده و از ۲۹ فوریه ۲۰۲۴ به عنوان عضو مجلس شورای پاکستان انتخاب شد.
وی همچنین در سالهای ۱۹۹۳ تا ۱۹۹۹ و ۲۰۰۸ تا ۲۰۲۳ در مجلس شورای پاکستان عضو بوده است.
او در چندین کابینه به عنوان وزیر فعالیت داشته است. از این سمت‌ها می‌توان به موارد زیر اشاره کرد:
- از ۱۹ آوریل ۲۰۲۲ تا ۱۰ اوت ۲۰۲۳ به عنوان وزیر برنامه‌ریزی و توسعه فدرال
- از سال ۱۳۹۶ تا اردیبهشت ۱۳۹۷ به عنوان وزیر کشور و وزیر برنامه‌ریزی، توسعه و اصلاحات در کابینه شاهد خاقان عباسی
- وزیر برنامه‌ریزی و توسعه پاکستان و معاون رئیس کمیسیون برنامه‌ریزی پاکستان در کابینه سوم نواز شریف
- وزیر اقلیت‌ها و وزیر آموزش پاکستان در نخست‌وزیری یوسف‌رضا گیلانی در سال ۲۰۰۸
- از سال ۱۹۹۸ تا ۱۹۹۹ در کابینه دوم نواز شریف نقش معاون رئیس کمیسیون برنامه‌ریزی پاکستان

## خانواده و تحصیلات
چودری در ۲۸ مارس ۱۹۵۹ به دنیا آمد. پدربزرگ مادری او چودری عبدالرحمان خان از خاندان راجه‌های پنجابی و عضو مجلس قانونگذاری پنجاب در زمان دولت راج بریتانیا بود. خانواده چودری پس از استقلال هند از انگلستان و تأسیس دو کشور هند و پاکستان از جالاندهار، در پنجاب هند به پاکستان نقل مکان کنند.
مادر او نثار فاطمه عضو مجلس شورای پاکستان بود و در انتخابات عمومی سال ۱۹۸۵ پاکستان به عنوان عضو رزرو شده برای زنان انتخاب شد. همچنین برادرش مصطفی کمال به عنوان رئیس اداره پارک‌های لاهور (PHA) خدمت کرده است. اداره پارک‌های لاهور یک نهاد دولتی منطقه لاهور است که پارک‌ها و مزارع در لاهور را کنترل می‌کند.
اقبال چودری تحصیلات اولیه خود را در کالج سارگوها به پایان برد دریافت کرد. سپس در سال ۱۹۷۶ برای تحصیل در رشته مهندسی مکانیک به دانشگاه مهندسی و فناوری لاهور رفته و در سال ۱۹۸۱ از آنجا با مدرک کارشناسی فارغ‌التحصیل شد. سه سال بعد یعنی سال ۱۹۸۴، اقبال چودری برای ادامه تحصیل به آمریکا رفته و در کالج وارتون دانشگاه پنسیلوانیا تحصیل کرد و وی در سال ۱۹۸۶ مدرک کارشناسی ارشد مدیریت کسب‌وکار را دریافت کرد. او همچنین در کالج دولتی لاهور، دانشگاه جورج تاون و دانشگاه هاروارد نیز حضور داشته است.

## فعالیت‌های سیاسی

### جماعت اسلامی
چودری به عنوان رئیس اتحادیه دانشجویی دانشگاه مهندسی و فناوری لاهور، سیاست را آغاز کرد و برای مدتی جذب جمعیت اسلامی، شاخه دانشجویی جناح راستی جماعت اسلامی، شد.

### مسلم لیگ پاکستان (ن)
احسن چودری بعد از آن به مسلم لیگ پاکستان (ن) پیوست و در انتخابات عمومی سال ۱۹۹۳ پاکستان، شرکت کرده و از حوزه  انتخابیه NA-117 نارووال به عضویت مجلس درآمد. وی در سال ۱۹۹۳، به عنوان دستیار سیاست گذاری و روابط عمومی نخست‌وزیر وقت پاکستان نواز شریف خدمت کرد.
اجسان چودری در انتخابات عمومی پاکستان در سال ۱۹۹۷ دوباره به عنوان عضو مجلس ملی انتخاب شد. با توجه به کسب اکثریت آرای مجلس توسط حزب مسلم لیگ پاکستان (ن) چودری در چندین پست کلیدی در دولت نقش ایفا کرد. او به عنوان معاون رئیس کمیسیون برنامه‌ریزی پاکستان (با عنوان وزیر در هیئت دولت) و رئیس شورای مهندسی پاکستان منصوب شد و همچنین رئیس کمیته‌های راهبری ملی فناوری اطلاعات و بهره‌وری بود. چودری تاکودتای ۱۹۹۹ پاکستان که در آن پرویز مشرف، رئیس ستاد ارتش وقت، نخست‌وزیر منتخب نواز شریف و دولت منتخب فعلی او را سرنگون کرد، در کابینه حضور داشت.
در انتخابات عمومی سال ۲۰۰۲ پاکستان، او نتواست در مجلس حضور یابد. در زمان حکومت پرویز مشرف (۲۰۰۰ تا ۲۰۰۷)، چودری در دانشگاه محمد علی جناح در اسلام‌آباد مدیریت تدریس می‌کرد. چودری یکی از وفاداران نواز شریف محسوب می‌شود که مسلم لیگ نواز را در زمان حکومت مشرف زنده نگه داشت.
در انتخابات عمومی سال ۲۰۰۸ پاکستان، چودری برای سومین بار دوباره به عضویت مجلس ملی پاکستان انتخاب شد. او برای مدت کوتاهی به عنوان وزیر آموزش و پرورش پاکستان خدمت کرد و سپس وزیر امور اقلیت‌ها در دوران نخست‌وزیری گیلانی خدمت کرد. اما پس از اینکه حزب مسلم لیگ نواز به دلیل اختلاف نظر با حزب مردم پاکستان در رابطه با بازگرداندن قضات برکنار شده توسط پرویز مشرف رئیس‌جمهور سابق در سال ۲۰۰۷ تصمیم گرفت در جناح مخالف قرار بگیرد، او از دولت ائتلافی تازه تشکیل شده به رهبری حزب مردم استعفا داد.
در سال ۲۰۱۱، چودری به عنوان معاون دبیرکل مسلم لیگ پاکستان (ن) انتخاب شد.
در انتخابات عمومی سال ۲۰۱۳ پاکستان، چودری به عضویت هیئت مرکزی پارلمانی مسلم لیگ پاکستان (ن) منصوب شد که وظیفه انتخاب نامزدها برای انتخابات را بر عهده داشت. چودری برای چهارمین بار در انتخابات عمومی سال ۲۰۱۳ به عنوان عضو مجلس ملی انتخاب شد. اقبال چودری به عنوان وزیر برنامه‌ریزی و توسعه[۹][۱۶][۱۷][۱۸] و همچنین معاون رئیس کمیسیون برنامه‌ریزی پاکستان در این دوران فعالیت کرد.
در فوریه ۲۰۱۶، چودری به پاس تلاش‌های او برای ترویج اهداف توسعه پایدار توسط برنامه توسعه سازمان ملل متحد به عنوان «وزیر برگزیده» از منطقه آسیا و اقیانوسیه  انتخاب شد.
در ژوئیه ۲۰۱۷، کابینه فدرال که شامل چودری بود، پس از استعفای نخست‌وزیر نواز شریف به دلیل رسوایی پرونده اسناد پاناما، منحل شد. پس از انتخاب شاهد خاقان عباسی به عنوان نخست‌وزیر پاکستان، چودری به کابینه عباسی راه یافت و برای اولین بار به عنوان وزیر کشور منصوب شد. در ۲۵ سپتامبر ۲۰۱۷، مسئولیت توامان وزارت برنامه و توسعه نیز به او محول شد.
در نوامبر ۲۰۱۷، رئیس مجلس سنای پاکستان، رضا ربانی، او را به دلیل عدم اطلاع در رابطه با سرکوب اعتراضات تحریک لبیک در سال ۲۰۱۷ که منجر به استعفای زاهد حمید، وزیر دادگستری شده بود، مورد انتقاد شدید قرار داد. پس از پایان دوره مجلس ملی در ۳۱ مه ۲۰۱۸، چودری از سمت خود به عنوان وزیر کشور فدرال و وزیر فدرال برنامه‌ریزی، توسعه و اصلاحات کنار رفت.
او در انتخابات عمومی سال ۲۰۱۸ پاکستان به عنوان نامزد مسلم لیگ پاکستان (ن) از حوزه انتخابیه NA-78 نارووال ۲ دوباره به مجلس ملی راه یافت.
او در ۲۳ دسامبر ۲۰۱۹ توسط دادگستری پاکستان به اتهام فساد مجتمع در ورزشی نارووال دستگیر شد اما از ۹۰ روز بازداشت آزاد شد، به دلیل نبود مستندات در پرونده اش آزاد شد.
او در انتخابات عمومی سال ۲۰۲۴ پاکستان به عنوان نامزد حزب مسلم لیگ نواز از NA-76 نارووال ۲ مجدداً به عضویت در مجلس ملی انتخاب شد.

## ترور نافرجام
در ماه مه ۲۰۱۸، چودری در یک گردهمایی سیاسی در حوزه انتخابیه زادگاهش نارووال ترور شده و مورد اصابت گلوله قرار گرفت و زخمی شد. او برای عمل جراحی از نارووال به لاهور منتقل شد و از این ترور نجات یافت. مهاجم که مشخص شد با تحریک لبیک ارتباط دارد، محل دستگیر شده و در بیانیه پلیس اعلام شد وی اعتراف کرده که چودری به دلیل توهین وی به مقدسات بوده است..